# أرنولد بادجو
أرنولد بادجو (26 يونيو 1909 – 17 سبتمبر 1994) لاعب كرة قدم بلجيكي راحل كان يجيد اللعب في مركز حارس مرمى .
لعب طوال مسيرته الرياضية في نادي دارينغ من 1929 إلى 1938 كما شارك مع منتخب بلجيكا في بطولات كأس العالم 1930 في الأوروغواي ، 1934 في إيطاليا ، و1938 في فرنسا وقد شارك في 3 مباريات في البطولتين الأولى والثالثة .

## وصلات خارجية
- أرنولد بادجو على موقع الاتحاد الدولي (مؤرشف)  (الإنجليزية)
- أرنولد بادجو على موقع الاتحاد البلجيكي (الإنجليزية)
- أرنولد بادجو على موقع قاعدة بيانات كرة القدم.إي يو (الإنجليزية)
- أرنولد بادجو على موقع ناشيونال فوتبول تيمز (الإنجليزية)
- أرنولد بادجو على موقع Soccerway.com (الإنجليزية)
- أرنولد بادجو على موقع عالم كرة القدم.نت (الإنجليزية)
- هذا إحصائيات لاعبي كرة القدم البلجيكيون
- هذا السيرة الذاتية في موقع الاتحاد الدولي لكرة القدم